# علاقات لبنان الخارجية

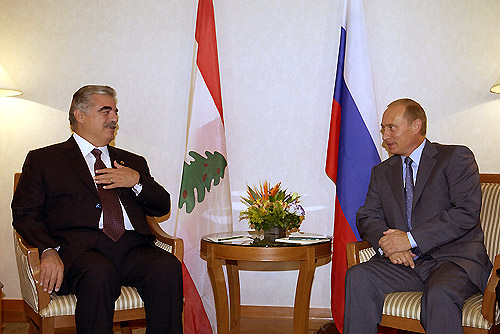
رئيس الوزارء اللبناني الأسبق رفيق الحريري في جلسة مع الرئيس الروسي فلاديمير بوتين.

تعكس السياسة الخارجية للبنان موقعها الجغرافي وتكوين سكانها واعتمادها على التجارة. حتى عام 2005، كانت سياسة لبنان الخارجية متأثرة بشكل كبير بسوريا. تم تدوين إطار العلاقات لأول مرة في مايو 1991، عندما وقع لبنان وسوريا معاهدة تعاون متبادل. جاءت هذه المعاهدة من اتفاقية الطائف، التي تنص على أن «لبنان مرتبط بسوريا من خلال روابط مميزة مستمدة من القرابة والتاريخ والمصالح المشتركة» تدعو المعاهدة اللبنانية السورية إلى «التنسيق والتعاون بين البلدين» بما يخدم «مصالح البلدين في إطار سيادة واستقلال كل منهما». العديد من الاتفاقيات المتعلقة بالشؤون السياسية والاقتصادية والأمنية والقضائية تتبعها على مر السنين.
بعد الانسحاب العسكري السوري في عام 2005، رسمت السياسة الخارجية للبنان مسارا أكثر استقلالية. على الرغم من أن سياسة حكومتها الحالية يمكن اعتبارها تميل إلى الغرب إن لم تكن مؤيدة للغرب، فإن المعارضة السياسية بقيادة حزب الله والحركة الوطنية الحرة تدعو إلى سياسة خارجية تتفق أكثر مع سياسة إيران وسوريا.
لبنان عضو أساسي وفاعل في جامعة الدول العربية ومن مؤسسي هيئة الأمم المتحدة. وعضو في المنظمة الدولية للفرانكوفونية. وفي نهاية عام 2001 أنهى لبنان مفاوضاته للانضمام إلى الاتحاد الأوروبي. كما أن له العديد من الاتفاقات التجارية الثنائية مع البلاد العربية ويعمل للانضمام إلى منظمة التجارة العالمية. علاقاته ممتازة مع كل الدول العربية، لكن علاقاته تأزمت مع سوريا بعد اغتيال رئيس الوزراء الأسبق رفيق الحريري، إلا أنها في حالة تحسن منذ تنصيب العماد ميشال سليمان رئيساً للجمهورية وقيام البلدين بفتح سفارات. ويأخذ لبنان الموقف الحيادي في كل الصراعات الإقليمية والدولية إلا بالنسبة لإسرائيل الذي أعلن حالة العداء والمقاومة معها لحين حصول السلام الشامل والعادل. وفي عاصمته بيروت أطلق الزعماء العرب مبادرة للسلام مع إسرائيل والتي عرفت باسم مبادرة بيروت والتي تعرض مبدأ الأرض مقابل السلام.

## العلاقات الثنائية

### أفريقيا
| بلد                         | بدأت العلاقات الرسمية | ملاحظات |
| --------------------------- | --------------------- | --- |
| الجزائر                     |                       | - الجزائر لها سفارة في بيروت. - لبنان لديه سفارة في الجزائر.                                                                                      |
| ساحل العاج                  |                       | يقيم حوالي 100000 شخص من أصل لبناني في كوت ديفوار. - كوت ديفوار لها سفارة في بيروت. - لبنان لديه سفارة في أبيدجان. - آنظر لبنانيون في كوت ديفوار. |
| جمهورية الكونغو الديمقراطية |                       | - لبنان لديه سفارة في كينشاسا. - لدى جمهورية الكونغو الديمقراطية قنصلية في بيروت.                                                                 |
| مصر                         |                       | - مصر لها سفارة في بيروت. - لبنان لديه سفارة في القاهرة وقنصلية عامة في الإسكندرية.                                                               |
| إثيوبيا                     |                       | - إثيوبيا لها قنصلية عامة في بيروت. |
| غانا                        |                       | - غانا معتمدة لدى لبنان من سفارتها في القاهرة، مصر. - لبنان لديه سفارة في أكرا.                                                                   |
| غينيا                       |                       | - غينيا معتمدة في لبنان من سفارتها في القاهرة، مصر. - لبنان لديه سفارة في كوناكري.                                                                |
| المغرب                      |                       | - لبنان لديه سفارة في الرباط. - للمغرب سفارة في بيروت.                                                                                            |
| نيجيريا                     |                       | - لبنان لديه سفارة في أبوجا. - نيجيريا لديها سفارة في بيروت.                                                                                      |
| السنغال                     |                       | يقيم في السنغال حوالي 30,000 شخص من أصل لبناني. - لبنان لديه سفارة في داكار. - آنظر لبنانيون في السنغال.                                          |
| سيراليون                    |                       | يقيم في سيراليون حوالي 30.000 شخص من أصل لبناني. - لبنان لديه سفارة في فريتاون. - آنظر لبنانيون في سيراليون.                                      |
| جنوب أفريقيا                |                       | - لبنان لديه سفارة في بريتوريا. - جنوب أفريقيا معتمدة لدى لبنان من سفارتها في دمشق، سوريا.                                                        |
| السودان                     |                       | - لبنان لديه سفارة في الخرطوم. - السودان لديه سفارة في بيروت.                                                                                     |
| تونس                        |                       | - لبنان لديه سفارة في تونس. - تونس لها سفارة في بيروت.                                                                                            |

### الأمريكتين
| بلد              | بدأت العلاقات الرسمية | ملاحظات |
| ---------------- | --------------------- | --- |
| الأرجنتين        | 1945                  | آنظر العلاقات الأرجنتينية اللبنانية - الأرجنتين لديها سفارة في بيروت. - لبنان لديها سفارة في بوينس آيرس. - آنظر أيضا أرجنتيني لبناني. |
| البرازيل         | نوفمبر 1945           | آنظر العلاقات البرازيلية اللبنانية - البرازيللديها سفارة في بيروت. - لبنان لديها سفارة في برازيليا وقنصليتين عامتين في ريو دي جانيرو وساو باولو. - آنظر أيضا برازيلي لبناني. |
| كندا             | 1954                  | آنظر العلاقات الكندية اللبنانية أقامت كندا علاقات دبلوماسية مع لبنان منذ عام 1954، عندما عينت كندا "المبعوث فوق العادة" إلى بيروت. في عام 1958، عينت كندا أول سفير لها في لبنان. تم إغلاق السفارة في عام 1985 وأعيد فتحها في يناير 1995. افتتح لبنان قنصلية في كندا في عام 1946. وحلّت القنصلية العامة محل القنصلية في عام 1949، وتم افتتاح السفارة في أوتاوا في عام 1958. - كندا لديها سفارة في بيروت. - لبنان لديها سفارة في أوتاوا وقنصلية عامة في مونتريال. - آنظر أيضا كندي لبناني |
| تشيلي            |                       | - تشيلي لديها سفارة في بيروت. - لبنان لديها سفارة في سانتياغو. - آنظر تشيلي لبناني |
| كولومبيا         |                       | - كولومبيا لديها سفارة في بيروت. - لبنان لديها سفارة في بوغوتا. - آنظر لبنانيون كولومبيون |
| كوبا             |                       | - كوبا لديها سفارة في بيروت. - لبنان لديها سفارة في هافانا. |
| المكسيك          | 12 يونيو 1945         | آنظر العلاقات المكسيكية اللبنانية - المكسيك كانت من بين الدول الأولى التي اعترفت باستقلال لبنان في عام 1943. - لبنان لديها سفارة في مدينة مكسيكو. - المكسيك لديها سفارة في بيروت. - يعتبر المركز اللبناني و"نادي ديبورتيفو لبنان" في مكسيكو سيتي رمزين هامين يمثلان العلاقات الثقافية والاجتماعية التاريخية بين البلدين. - آنظر أيضا مكسيكي لبناني. |
| باراغواي         |                       | - لبنان لديها سفارة في أسونسيون. - باراغواي لديها سفارة في بيروت. - آنظر الهجرة اللبنانية في باراغواي |
| الولايات المتحدة |                       | آنظر العلاقات الأمريكية اللبنانية يمتد تفاعل الولايات المتحدة مع لبنان إلى أحداث مثل أزمة لبنان 1958، حيث أرسلت قوات لدعم موقف الحكومة. كما دعمت إسرائيل، الجارة الجنوبية للبنان، بقوات عسكرية عدة مرات، وهاجمت لبنان رداً على قيام حزب الله بخطف جنديين إسرائيليين. أحد مصادر الاحتكاك المحتملة بين الولايات المتحدة ولبنان هو أن معظم الأسلحة الإسرائيلية من صنع الولايات المتحدة، بحجة التواطؤ الأمريكي المحتمل في الهجمات الإسرائيلية. - لبنان لديها سفارة في واشنطن العاصمة وقنصليات عامة في ديترويت، لوس أنجلوس ونيويورك. - الولايات المتحدة لديها سفارة في بيروت. - آنظر أيضا أمريكي لبناني |
| أوروغواي         | 25 أكتوبر 1945        | آنظر العلاقات الأوروغويانية اللبنانية - اعترفت أوروغواي باستقلال لبنان في 22 نوفمبر 1943. - لبنان لديها سفارة في مونتفيدو. - أوروغواي لديها سفارة في بيروت. - آنظر أيضا لبنانيون أوروغويانيون |
| فنزويلا          |                       | - لبنان لديها سفارة في كاراكاس. - فنزويلا لديها سفارة في بيروت. - آنظر فنزويلي لبناني |

### آسيا
لدى لبنان أيضًا اتفاقيات تجارية ثنائية مع العديد من الدول العربية وهو في طريقه للانضمام إلى منظمة التجارة العالمية. يتمتع لبنان تقليديا بعلاقات حميمة مع دول عربية أخرى مؤيدة للغرب. في أوقات مختلفة، شهدت توترات مع مصر وسوريا والعراق وفلسطين وليبيا. في مارس 2002، وتكريماً لانسحاب القوات الإسرائيلية من جنوب البلاد، عقدت قمة لجامعة الدول العربية في لبنان لأول مرة منذ عام 1967. لبنان أيضًا عضو في منظمة التعاون الإسلامي. يحتفظ حزب الله بعلاقات وثيقة مع إيران، ويركز إلى حد كبير على الروابط الشيعية الإسلامية والعداء تجاه إسرائيل.
| الدولة                   | بدأت العلاقات الرسمية            | ملاحظات |
| ------------------------ | -------------------------------- | --- |
| أرمينيا                  | 1992-03-04                       | آنظر العلاقات الأرمنية اللبنانية يوجد في لبنان ثامن أكبر عدد من الجالية الأرمينية في العالم. خلال حرب لبنان 2006، أعلنت أرمينيا أنها سترسل مساعدات إنسانية إلى لبنان. وفقا للحكومة الأرمينية، فقد تم تخصيص كمية غير محددة من الأدوية والخيام ومعدات مكافحة الحرائق للسلطات اللبنانية في 27 يوليو 2006. في 11 مايو 2000، صوت مجلس النواب اللبناني على قرار يعترف بموجبه بالإبادة الجماعية للأرمن، لتكون بذلك أول دولة عربية تتخذ مثل هذا القرار. - أرمينيا لديها سفارة في بيروت. - لبنان لديها سفارة في يريفان.                                         |
| الصين                    |                                  | - الصين لديها سفارة في بيروت. - لبنان لديها سفارة في بكين. |
| الهند                    |                                  | آنظر العلاقات الهندية اللبنانية - الهند لديها سفارة في بيروت. - لبنان لديها سفارة في نيودلهي. |
| إيران                    |                                  | آنظر العلاقات الإيرانية اللبنانية - إيران لديها سفارة في بيروت. - لبنان لديها سفارة في طهران. |
| العراق                   |                                  | آنظر العلاقات العراقية اللبنانية - العراق لديها سفارة في بيروت. - لبنان لديها سفارة في بغداد. |
| إسرائيل                  | لا توجد علاقات رسمية بين البلدين | آنظر العلاقات اللبنانية الإسرائيلية لبنان ترفض الاحتلال الإسرائيلي لمزارع شبعا جنوب سوريا. |
| اليابان                  |                                  | - اليابان لديها سفارة في بيروت. - لبنان لديها سفارة في طوكيو. |
| كازاخستان                |                                  | - كازاخستان لديها سفارة في بيروت. - لبنان لديها سفارة في نور سلطان. |
| ماليزيا                  |                                  | آنظر العلاقات اللبنانية الماليزية - لبنان لديها سفارة في كوالالمبور، وماليزيا لديها سفارة في بيروت. |
| باكستان                  |                                  | آنظر العلاقات الباكستانية اللبنانية - لا تعترف باكستان بإسرائيل كدولة شرعية، لكون إسرائيل في عداء مع لبنان. - لبنان لديها سفارة في إسلام آباد. - باكستان لديها سفارة في بيروت. |
| فلسطين                   |                                  | - فلسطين لديها سفارة في بيروت. |
| السعودية                 |                                  | في 2008، اقترح وزير الخارجية السعودي الأمير سعود الفيصل بن عبد العزيز آل سعود، في محادثات سرية، تشكيل قوات عسكرية عربية لمحاربة حزب الله في لبنان بمساعدة من الأمم المتحدة والولايات المتحدة وحلف شمال الأطلسي. وفقا للمذكرات الدبلوماسية التي تم تسريبها، اتهم فيصل قوات الأمم المتحدة ب"الجلوس من دون فعل أي شيء"، وأبدى مخاوفه من استخدام إيران لحزب الله للسيطرة على لبنان. في 2017، زعمت السعودية أن لبنان أعلنت الحرب عليها، بسبب العدوان المزعوم لحزب الله. - لبنان لديها سفارة في الرياض وفنصلية عامة في جدة. - السعودية لديها سفارة في بيروت. |
| كوريا الجنوبية           | 12 فبراير 1981                   | - لبنان لديها سفارة في سيول. - كوريا الجنوبية لديها سفارة في بيروت. |
| سوريا                    |                                  | آنظر العلاقات السورية اللبنانية العلاقة بين سوريا ولبنان الواقعين في غرب آسيا تتسم بالتعقيد، وذلك لأن سوريا كانت لها قوات متمركزة في لبنان وتدخلا سياسيا في شؤون الدولة لسنوات عديدة. بالرغم من ذلك، فقد اعترفت سوريا مؤخرا بسيادة لبنان مؤخرا. - لبنان لديها سفارة في دمشق. - سوريا لديها سفارة في بيروت. |
| تركيا                    |                                  | آنظر العلاقات اللبنانية التركية - لبنان لديها سفارة في أنقرة وقنصلية عامة في إسطنبول. - تركيا لديها سفارة في بيروت. |
| الإمارات العربية المتحدة |                                  | آنظر العلاقات الإماراتية اللبنانية - لبنان لديها سفارة في أبو ظبي وقنصلية عامة في دبي. - الإمارات العربية المتحدة لديها سفارة في بيروت. |

### أوروبا
خاض لبنان مع الاتحاد الأوروبي مفاوضات حول اتفاقية شراكة في أواخر عام 2001، وتم توقيع الطرفين على الاتفاق في يناير 2002، وأصبح الاتفاق يعرف باسم اتفاقية الشراكة بين الاتحاد الأوروبي ولبنان. أعطت خطة العمل بين الاتحاد الأوروبي ولبنان في 19 يناير 2007 زخماً جديداً للعلاقات الثنائية في إطار سياسة الجوار الأوروبية.
لبنان هو أحد المستفيدين الرئيسيين في منطقة البحر الأبيض المتوسط من المساعدات الدولية، والاتحاد الأوروبي من خلال أدواته المختلفة هو المانح الرئيسي للبنان. بدءًا من عام 2007، يتم توجيه الدعم المالي من خلال أداة سياسة الجوار الأوروبية. اعتمد الاتحاد الأوروبي ورقة إستراتيجية لبنان القطرية 2007-2013 والبرنامج الإرشادي الوطني 2007-2010. تم إعادة تركيز المساعدة المقدمة بعد حرب لبنان 2006 من أجل الانخراط في مساعدة حقيقية للحكومة والمجتمع في إعادة بناء البلاد وإصلاحها.
| الدولة          | بدأت العلاقات الرسمية | ملاحظات |
| --------------- | --------------------- | --- |
| بلغاريا         | 1966-09-19            | - منذ مايو 1967، لدى بلغاريا سفارة في بيروت. - منذ 1983، لدى لبنان سفارة في صوفيا. - للدولتين معا عضوية كاملة في منظمة الفرنكوفونية والاتحاد من أجل المتوسط.  |
| الدنمارك        |                       | - الدنمارك لديها سفارة في بيروت. - تدير لبنان علاقاتها الدبلوماسية مع الدنمارك من سفارتها في العاصمة السويدية ستوكهولم.                                       |
| فرنسا           |                       | آنظر العلاقات الفرنسية اللبنانية - فرنسا لديها سفارة في بيروت. - لدى لبنان سفارة في باريس وقنصلية عامة في مارسيليا.                                           |
| ألمانيا         |                       | - ألمانيا لديها سفارة في بيروت. - لدى لبنان سفارة في برلين.                                                                                                   |
| اليونان         |                       | آنظر العلاقات اليونانية اللبنانية - اليونان لديها سفارة في بيروت. - لدى لبنان سفارة في أثينا.                                                                 |
| إيرلندا         |                       | - تدير أيرلندا علاقاتها الدبلوماسية مع لبنان من سفارتها في القاهرة. - تدير لبنان علاقاتها الدبلوماسية مع أيرلندا من سفارتها في لندن.                          |
| إيطاليا         |                       | آنظر العلاقات الإيطالية اللبنانية - إيطاليا لديها سفارة في بيروت. - لدى لبنان سفارة في روما.                                                                  |
| بولندا          |                       | - لدى لبنان سفارة في وارسو. - بولندا لديها سفارة في بيروت. |
| رومانيا         |                       | - لدى لبنان سفارة في بوخارست وقنصلية فخرية في كونستانتسا. - رومانيا لديها سفارة في بيروت. - البلدين معا عضوين كاملين في الاتحاد من أجل المتوسط والفرنكوفونية. |
| روسيا           |                       | آنظر العلاقات اللبنانية الروسية - لدى لبنان سفارة في موسكو. - روسيا لديها سفارة في بيروت.                                                                     |
| إسبانيا         |                       | - لدى لبنان سفارة في مدريد. - لدى إسبانيا سفارة في بيروت. |
| المملكة المتحدة |                       | - لدى لبنان سفارة في لندن. - المملكة المتحدة لديها سفارة في بيروت.                                                                                            |

### أوقيانوسيا
| بلد       | بدأت العلاقات الرسمية | ملاحظات |
| --------- | --------------------- | --- |
| أستراليا  |                       | - يعيش 74,000 شخص من أصل لبناني في أستراليا، ولا سيما في سيدني، وهناك عدد أكبر من الأشخاص من أصل لبناني بمن فيهم ماري بشير، وستيف براكز، حازم المصري. - تتمتع أستراليا بعلاقة تجارية متواضعة مع لبنان كما قدمت مساعدات أجنبية في أعقاب الحرب الأهلية اللبنانية التي دارت رحاها بين عامي 1975 و 1990. - استراليا لديها سفارة في بيروت. - لبنان لديه سفارة في كانبيرا وقنصليات عامة في ملبورن وسيدني. |
| نيوزيلندا |                       | - لبنان معتمد لدى نيوزيلندا من سفارته في كانبرا، أستراليا. - تم اعتماد نيوزيلندا في لبنان من سفارتها في القاهرة، مصر. |

## العلاقات متعددة الأطراف
لبنان عضو أساسي وفاعل في جامعة الدول العربية ومن مؤسسي هيئة الأمم المتحدة. وعضو في المنظمة الدولية للفرانكوفونية. وفي نهاية عام 2001 أنهى لبنان مفاوضاته للانضمام إلى الاتحاد الأوروبي. كما أن له العديد من الاتفاقات التجارية الثنائية مع البلاد العربية ويعمل للانضمام إلى منظمة التجارة العالمية.

## المساعدات الخارجية
يعتمد لبنان منذ زمن طويل على المساعدات الخارجية لتمويل الاقتصاد وخصوصاً البنى التحتية والإستثمارات العامة. وقد جاء في بحث أجرته الجامعة الأميركية في بيروت أن حجم المساعدات الإنمائية الرسمية التي تلقاها لبنان مابين 1990 و2010، بلغت 16 مليار دولار أمريكي، من خلال 4900 عملية مالية تلقاها لبنان من جميع البلدان المانحة باستثناء إيران (التي لم يجد حولها أي معلومات رسمية عن المساعدات التي تقدمها إلى لبنان). وتأتي في مقدمة الجهات المانحة دول الخليج العربية (وخاصة السعودية التي دفعت وحدها 1.4 مليار دولار على شكل هبات)، تليها الدول الأوروبية وخصوصاً فرنسا، والولايات المتحدة والمؤسسات الدولية مثل البنك الدولي والصندوق العربي للإنماء الاقتصادي والاجتماعي.

## وصلات خارجية
- 1983 اتفاقية إسرائيل - لبنان
- سفارة لبنان في واشنطن
- السفير. فريد عبود يخدم Washington Diplomat الأوساط الدبلوماسية بأعمدة تركز على الأخبار والأحداث الدولية.
- مركز معلومات حي الاتحاد الأوروبي: ملف قطري للأردن

تمثيل الدول الأجنبية في لبنان
- بعثة المفوضية الأوروبية في لبنان
- سفارة الولايات المتحدة في بيروت، لبنان
- فريد عبود: سفير لبنان في تونس نسخة محفوظة 5 سبتمبر 2007 على موقع واي باك مشين.

## حواشي
- Eisenberg, Laura Zittrain؛ Caplan, Neil (1998). Negotiating Arab-Israeli Peace: Patterns, Problems, Possibilities. Indiana University Press. ISBN:0-253-21159-X.
- Schiff, Ze'ev؛ Ya'ari, Ehud (1984). Israel's Lebanon War. Simon & Schuster. ISBN:0-671-47991-1. مؤرشف من الأصل في 2022-04-30.
- Shlaim, Avi (2001). The Iron Wall: Israel and the Arab World. W. W. Norton & Company. ISBN:0-393-32112-6.